# Bagneux (Aisne)
Bagneux település Franciaországban, Aisne megyében. Lakosainak száma 62 fő (2022. január 1.). Bagneux Bieuxy, Crécy-au-Mont, Épagny és Juvigny községekkel határos.

## Népesség
A település népességének változása:
| Lakosok száma | 52   | 68   | 61   | 71   | 71   | 71   | 69   | 65   | 64   | 62   |
|               | 1968 | 1982 | 1990 | 2006 | 2013 | 2015 | 2017 | 2019 | 2020 | 2022 |